# Margaret Clancey
Margaret Clancey, née le 29 juillet 1897 à Tucson (Arizona) et morte le 8 mars 1989 à Los Angeles (Californie), est une monteuse américaine (parfois créditée Margaret V. Clancey).

## Biographie
Margaret Clancey fait une assez brève carrière au cinéma comme monteuse, contribuant à trente films américains (pour la Fox puis United Artists), les deux premiers sortis en 1927 ; le dernier est Les Aventures de Tom Sawyer de Norman Taurog, sorti en 1938.
Dans l'intervalle, elle travaille notamment sur plusieurs réalisations de Frank Borzage, dont Liliom (1930) et Le destin se joue la nuit (1937). Parmi ses autres films notables, mentionnons La Maison du bourreau de John Ford (1928), Cavalcade de Frank Lloyd (1933) et Le Joyeux Bandit de Rouben Mamoulian (1936).

## Filmographie partielle
- 1927 : The Heart of Salome (en) de Victor Schertzinger
- 1927 : Esclaves de la beauté (Slaves of Beauty) de John G. Blystone
- 1928 : Les Quatre Fils (Four Sons) de John Ford
- 1928 : Grande Vedette (Mother Knows Best) de John G. Blystone
- 1928 : La Maison du bourreau (Hangman's House) de John Ford
- 1929 : Ils voulaient voir Paris (They Had to See Paris) de Frank Borzage
- 1930 : Liliom de Frank Borzage
- 1930 : The Princess and the Plumber d'Alexandre Korda
- 1930 : La Chanson de mon cœur (Song o' My Heart) de Frank Borzage
- 1931 : Annabelle's Affairs d'Alfred L. Werker
- 1931 : Bad Girl de Frank Borzage
- 1931 : Heartbreak d'Alfred L. Werker
- 1931 : Young as You Feel de Frank Borzage
- 1932 : Dance Team de Sidney Lanfield
- 1932 : After Tomorrow de Frank Borzage
- 1932 : Sherlock Holmes de William K. Howard
- 1933 : Cavalcade de Frank Lloyd
- 1934 : Le Ministère des amusements (Stand Up and Cheer!) de Hamilton MacFadden
- 1934 : Premier Amour (Change of Heart) de John G. Blystone
- 1934 : Entrée de service (Servants' Entrance) de Frank Lloyd
- 1935 : Splendeur (Splendor) de Elliott Nugent
- 1935 : Bad Boy de John G. Blystone
- 1936 : Le Joyeux Bandit (The Gay Desperado) de Rouben Mamoulian
- 1936 : One Rainy Afternoon de Rowland V. Lee
- 1937 : Le destin se joue la nuit (History Is Made at Night) de Frank Borzage
- 1938 : Les Aventures de Tom Sawyer (The Adventures of Tom Sawyer) de Norman Taurog

## Galerie photos

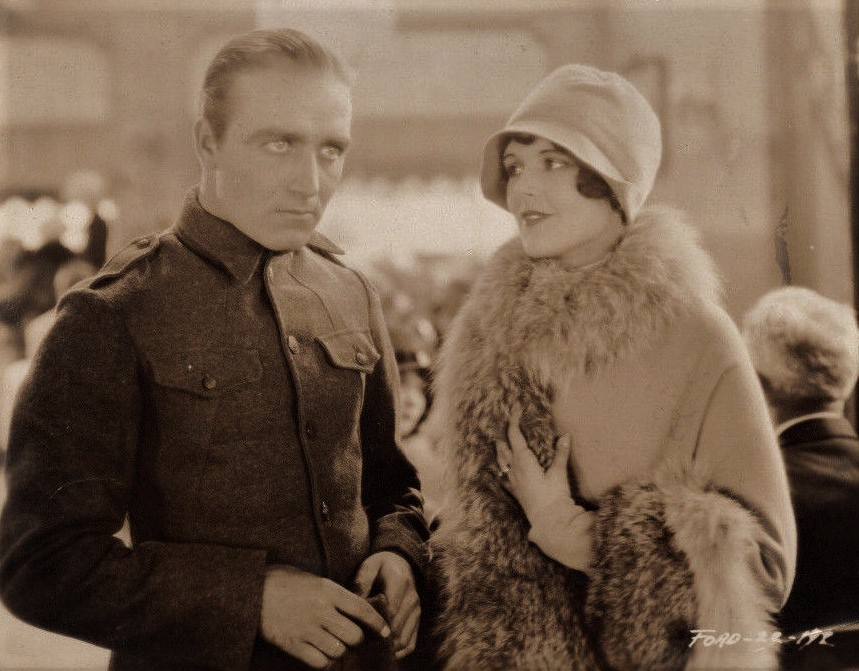
Les Quatre Fils (1928), avec James Hall et June Collyer
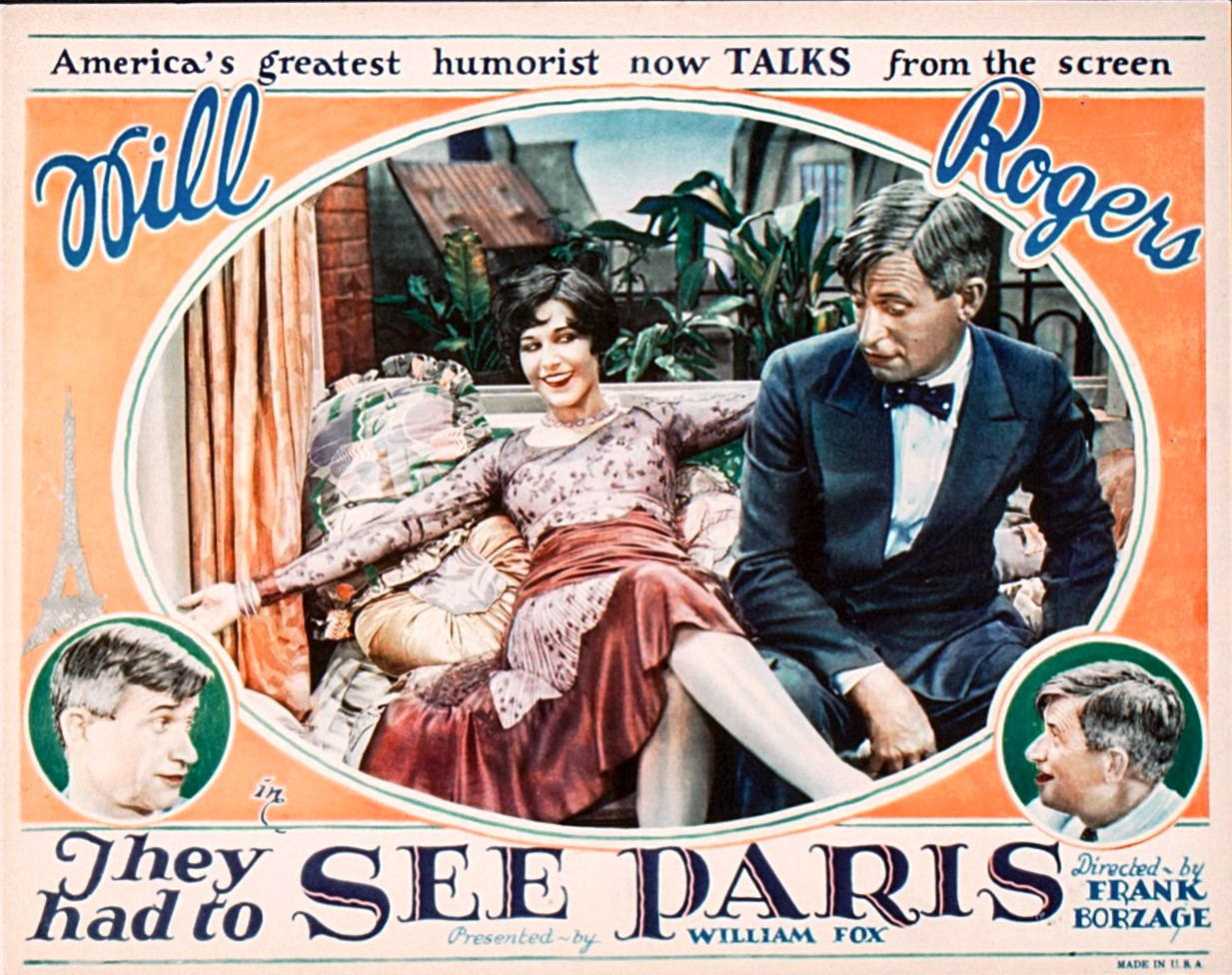
They Had to See Paris (1929), avec Fifi D'Orsay et Will Rogers
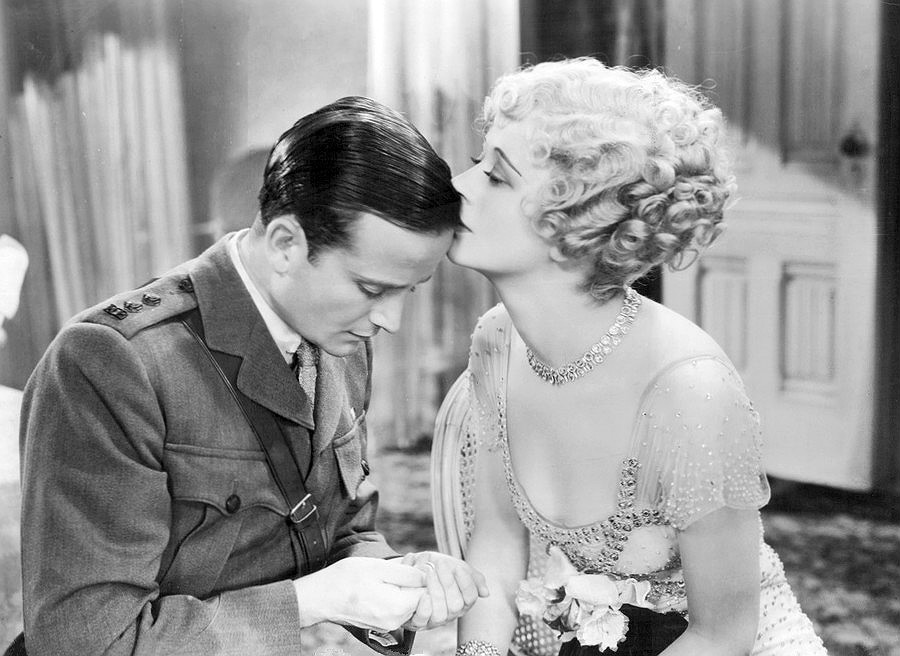
Cavalcade (1933), avec Frank Lawton et Ursula Jeans
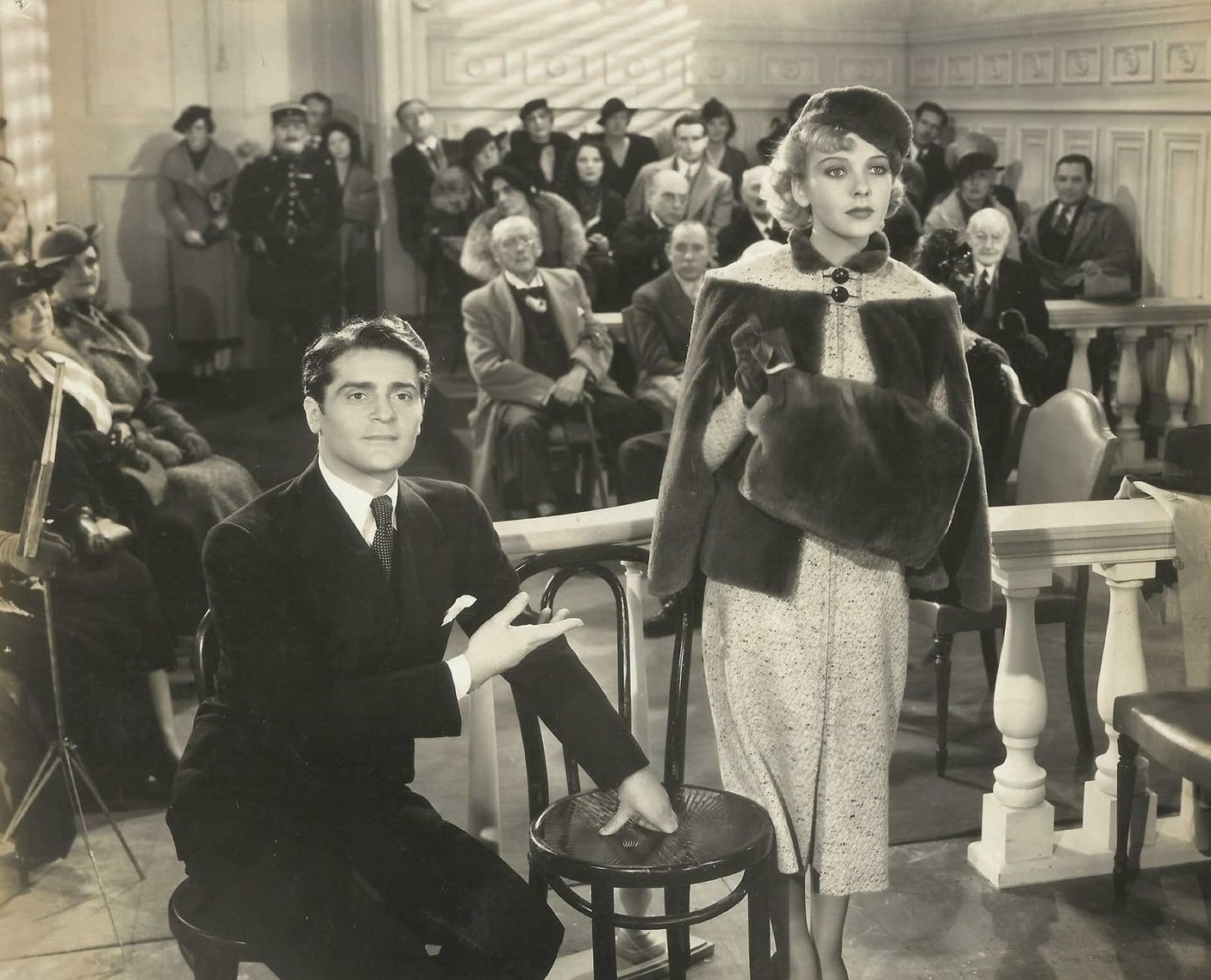
One Rainy Afternoon (1936), avec Francis Lederer et Ida Lupino